# Parque nacional del Valle de Kidepo
El Parque nacional del Valle de Kidepo es un espacio protegido que ocupa 1442 kilómetros cuadrados en la región de Karamoja en el noreste del país africano de Uganda. Kidepo posee sabanas, dominadas por el Monte Morungole que se eleva hasta los 2.750 metros (9.020 pies) y es atravesado por los ríos Kidepo y Narus.
El parque nacional del Valle de Kidepo está situado en el distrito de Kaabong, en la esquina noreste de Uganda. El parque está ubicado aproximadamente a 220 kilómetros por carretera al noroeste de Moroto, la ciudad más grande en la subregión. Se localiza a unos 520 kilómetros por carretera al noreste de Kampala, la capital de Uganda y la ciudad más grande del país.